# Happy Family (film)
Happy Family è un film del 2010 diretto da Gabriele Salvatores, ispirato dall'omonimo spettacolo teatrale scritto da Alessandro Genovesi, a sua volta influenzato dal dramma pirandelliano Sei personaggi in cerca d'autore. In concomitanza con l'uscita del film, il testo di Genovesi è diventato un libro, pubblicato da Arnoldo Mondadori Editore.
Il film è stato presentato in anteprima il 4 marzo 2010 negli Stati Uniti al Los Angeles Italian Film Festival e distribuito nelle sale cinematografiche italiane il 26 marzo. Ha ottenuto una candidatura ai premi Alabarda d'oro 2010 come miglior regia. Viene premiato al 6º Festival de cinema italiano in Brasile.

## Trama
A Milano Ezio fa lo sceneggiatore con la paura del lieto fine, benestante e un po' fannullone, vive dei diritti commerciali dell'invenzione del padre (un accessorio per la lavatrice) e si vede raramente con l'ingombrante e ciarliera madre. È anche in crisi creativa, finché un giorno viene investito da Anna, che per scusarsi lo invita ad una cena di famiglia in cui si intrecciano le storie dei diversi personaggi. A innescare tutto la decisione azzardata del serissimo e studioso Filippo, figlio di Anna, di volersi sposare a 16 anni. Ma i protagonisti della cena sono anche i "personaggi" del nuovo racconto di Ezio che non tarderanno a interferire con il lavoro dello scrittore.

## Citazioni e riferimenti ad altre pellicole
- Il testo recitato da Fabio De Luigi all'inizio del film è un riadattamento del prologo di Kvetch, opera teatrale di Steven Berkoff.
- Il sogno in cui Caterina si sente osservata da tutti i passeggeri del tram richiama la scena iniziale di 8½ di Federico Fellini.[4]
- In un dialogo del film, Fabrizio Bentivoglio e Diego Abatantuono discutono sul fatto di essersi incontrati in Marocco; la scena è un chiaro riferimento a Marrakech Express dello stesso Salvatores.[4]
- La scena al rallentatore in cui Caterina esce dal teatro, accolta da parenti e amici, è un riferimento a I Tenenbaum[2], come molti personaggi, stile visivo e scelta di inquadrature sembrano provenire direttamente dall'universo stilistico di Wes Anderson.
- L'attore Fabio De Luigi nel film canta la canzone "Guardo gli asini che volano nel ciel" mentre fa la doccia, prendendo spunto da I diavoli volanti di Stanlio e Ollio (1939), nel quale viene cantata da Alberto Sordi. La canzone è anche un richiamo ad un altro film di Gabriele Salvatores, Turné, del 1990, nel quale viene cantata dai protagonisti.
- Il finale della storia è un omaggio al colpo di scena conclusivo de I soliti sospetti di Bryan Singer.[2]

## Incassi
Il film ha incassato in Italia 4.685.000 euro.

## Riconoscimenti
- Nastri d'argento 2010
  - Miglior montaggio
- Festival del cinema di Salerno 2010
  - Follaro d'oro della camera di commercio